# Teresa Heinz Kerry
Maria Teresa Thierstein Simões-Ferreira Heinz, conocida como Teresa Heinz Kerry (Lourenço Marques (ahora Maputo), África Oriental Portuguesa (ahora Mozambique), 5 de octubre de 1938), es una filántropa estadounidense, viuda del senador John Heinz III y actual esposa del enviado presidencial especial de los Estados Unidos para el Clima John Kerry. 
Hija de portugueses, José Simões Ferreira Júnior e Irene Thierstein, estudió literatura y lenguas romances en la Universidad de Witwatersrand, en Johannesburgo, Sudáfrica, en 1960. Se graduó en la Escuela de Traducción e Interpretación de la Universidad de Ginebra en 1963 antes de mudarse a los Estados Unidos para trabajar como intérprete en las Naciones Unidas. Estuvo casada con el fallecido John Heinz III , miembro de la familia Heinz, dueños de la enorme empresa de alimentos y condimentos Heinz, Co. John Heinz III murió en 1991 en un accidente de avión.